# Шапочка Лариса Олександрівна
Лариса Олександрівна Шапочка (3 квітня 1939, тепер Дніпропетровська область — ?) — українська радянська діячка, новатор сільськогосподарського виробництва, доярка колгоспу «Прогрес» Солонянського району Дніпропетровської області. Депутат Верховної Ради УРСР 7-го скликання.

## Біографія
Закінчила семирічну школу.
З 1955 року — колгоспниця, а з 1956 року — доярка колгоспу «Прогрес» Солонянського району Дніпропетровської області. У 1966 році надоїла по 4.215 кілограмів молока від кожної закріпленої корови.
Потім — на пенсії у селі Кам'яне Солонянського району Дніпропетровської області.

## Нагороди
- ордени
- медаль «За трудову відзнаку» (1966)
- медалі